# Robert Wilson (calciatore)
Robert James Wilson (Kensington, 5 giugno 1961) è un ex calciatore inglese, di ruolo centrocampista.

## Carriera
Tifoso del Fulham fin da bambino, entra a far parte del settore giovanile dei Cottagers nel 1977, all'età di 16 anni; 2 anni più tardi viene aggregato alla prima squadra, in cui a partire dalla stagione 1980-1981, disputata in terza divisione dopo la retrocessione dell'anno precedente, inizia a giocare stabilmente da titolare. Nella stagione 1981-1982 il club viene promosso in seconda divisione, categoria nella quale Wilson milita fino al termine della stagione 1984-1985, per complessive 175 presenze e 34 reti in partite di campionato. Viene quindi ceduto al Millwall, con cui nella stagione 1985-1986 mette a segno 12 reti in 28 presenze in seconda divisione; nella stagione 1986-1987 e nei primi mesi della stagione 1987-1988 è invece al Luton Town, club di prima divisione, categoria nella quale gioca complessivamente 24 partite segnandovi anche una rete. Fa quindi ritorno al Fulham, nel frattempo retrocesso nuovamente in terza divisione, restando nel club fino al termine della stagione 1988-1989, per un totale di 256 partite ufficiali giocate con il club fra tutte le competizioni. Trascorre quindi 2 stagioni sempre in terza divisione all'Huddersfield Town, mentre nella stagione 1991-1992, la sua ultima da professionista, mette a segno 3 reti in 14 partite con la maglia del Rotherham Utd, con cui conquista una promozione dalla quarta alla terza divisione inglese. Nella stagione 1992-1993 gioca invece con i semiprofessionisti del Farnborough Town in Football Conference (quinta divisione e più alto livello calcistico inglese al di fuori della Football League).